# Хартли, Уоллес
Уоллес Генри Хартли (англ. Wallace Henry Hartley; 2 июня 1878 — 15 апреля 1912) — британский скрипач и руководитель оркестра «Титаника» в его первом рейсе. Погиб 15 апреля 1912 года во время крушения корабля.

## Биография
Уоллес Хартли родился в семье Альбиона и Элизабет Хартли в Колне, Ланкашир, Великобритания, а затем переехал в Дьюсбери, Уэст-Йоркшир. В школе учился играть на скрипке и в 1909 году начал работать на океанских лайнерах компании Кунард Лайн, в первую очередь на «Мавритании». В 1912 году начал работать на агентство «C.W. & F.N. Black», которое поставляло музыкантов для Кунард и Уайт Стар Лайн.
В апреле того же года был назначен руководителем оркестра на корабль Уайт Стар «Титаник». Сначала Хартли не хотел оставлять свою невесту, Марию Робинсон, которой он недавно сделал предложение, но потом решил, что работа на «Титанике» предоставит полезные контакты для работы в будущем.
Его номер билета был «250654». Занимал Хартли каюту во 2 классе, в качестве руководителя оркестра, что давало ему возможность не платить за билет.

## Крушение «Титаника»

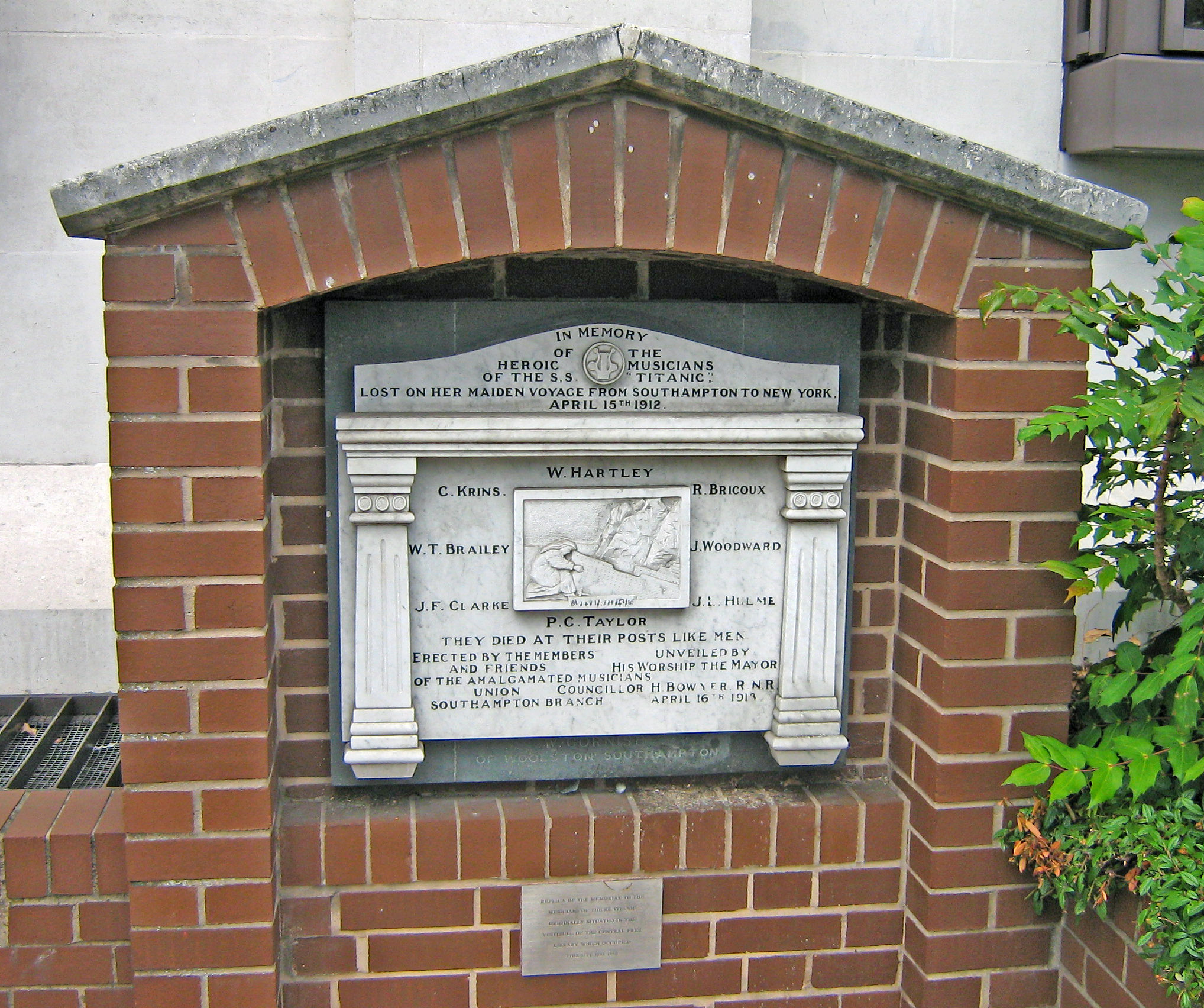
Памятник музыкантам «Титаника» в Саутгемптоне.

После столкновения «Титаника» с айсбергом оркестр играл для спокойствия пассажиров во время посадки в шлюпки. Многие из оставшихся в живых рассказывали, что оркестр продолжал играть до самого конца. Никто из музыкантов не выжил. Один из спасённых пассажиров рассказывал, что видел играющий оркестр у парадной лестницы. Также он сказал, что когда их стала смывать вода, Хартли, держась за перила на крыше парадной лестницы, произнёс: «Господа, я прощаюсь с вами!». Позже газеты писали, что музыканты «Титаника» «вошли в число самых благородных людей в морской летописи».
Финальной композицией оркестра стал гимн «Ближе, Господь, к Тебе». Бывшие товарищи Хартли говорили, что он исполнил бы либо «Ближе, Господь, к Тебе», либо «О, Боже, наша помощь в прошлом». В книге Уолтера Лорда «A Night to Remember» радист «Титаника» Гарольд Брайд слышал вальс «Songe d’Automne» — «Осенний сон».
Тело Хартли, единственного из всего музыкального оркестра, было найдено через две недели кабельным судном «CS Mackay-Bennett» и помечено номером 224. Он был доставлен на корабль «Арабик» и отправлен в Англию. На похоронах присутствовала тысяча человек, а процессия состояла из 40000 человек. Хартли погребли в Колне. В 2001 году его именем была названа улица в Колне.

## Скрипка
Скрипку нашли почти сразу после трагедии в 1912 году. Спасатели обнаружили тело Хартли через десять дней после гибели судна. К его груди была привязана скрипка, на задней поверхности которой была надпись, которая свидетельствовала о том, что скрипку Уоллесу подарила его невеста Мария Робинсон. Инструмент был передан Робинсон, которая, в свою очередь, пожертвовала его британскому отделению религиозной организации «Армия спасения». Почти 100 лет инструмент считался утерянным, пока снова не «всплыл» в 2006 году. После этого специалисты в течение семи лет проводили исследования и в марте 2013 года объявили, что инструмент подлинный. 19 октября 2013 года скрипка, на которой в последние минуты гибели «Титаника» в 1912 году играл Уоллес Хартли, была продана аукционным домом Henry Aldridge & Son за 900 тысяч фунтов стерлингов (около 1,5 миллиона долларов).

## В массовой культуре
- 1958: Гибель «Титаника» — Чарльз Белчер[14]
- 1979: Спасите «Титаник» — Виктор Лэнгли[15]
- 1997: Титаник — Джонатан Эванс-Джонс[16]